# Скаммон-Бей (Аляска)
Скаммон-Бей (англ. Scammon Bay, юпик. Marayaaq) — город в зоне переписи населения Кусилвак, штат Аляска, США. Население по данным переписи 2010 года составляет 474 человека.

## География
Площадь города составляет 1,6 км².

## История
Город был инкорпорирован 22 мая 1967 года.

## Население
По данным переписи 2000 года, население города составляло 465 человек. Расовый состав: коренные американцы — 96,13 %; белые — 1,94 %; афроамериканцы — 0,22 %; уроженцы островов Тихого океана — 0,22 %; представители других рас — 0,22 % и представители двух и более рас — 1,29 %.
Из 96 домашних хозяйств в 66,7 % — воспитывали детей в возрасте до 18 лет, 56,3 % представляли собой совместно проживающие супружеские пары, в 19,8 % семей женщины проживали без мужей, 12,5 % не имели семьи. 12,5 % от общего числа домохозяйств на момент переписи жили самостоятельно, при этом 1,0 % составили одинокие пожилые люди в возрасте 65 лет и старше. В среднем домашнее хозяйство ведут 4,84 человек, а средний размер семьи — 5,25 человек.
Доля лиц в возрасте младше 18 лет — 49,5 %; лиц в возрасте от 18 до 24 лет — 8,8 %; от 25 до 44 лет — 24,5 %; от 45 до 64 лет — 13,3 % и лиц старше 65 лет — 3,9 %. Средний возраст населения — 18 лет. На каждые 100 женщин приходится 94,6 мужчин; на каждые 100 женщин в возрасте старше 18 лет — 97,5 мужчин.
Средний доход на совместное хозяйство — $25 625; средний доход на семью — $25 938. Средний доход на душу населения — $7719. Около 30,2 % семей и 37,4 % населения живут за чертой бедности, включая 49,0 % лиц в возрасте младше 18 лет и 0 % лиц старше 65 лет.